# José Rodrigues Miguéis
José Claudino Rodrigues Miguéis (* 9. Dezember 1901 in Lissabon, Portugal; † 27. Oktober 1980 in New York, USA) war ein portugiesischer Schriftsteller. Als Bindeglied der luso-amerikanischen Kultur, war er vor allem als Erzähler und Essayist bedeutend. Auch war er als Übersetzer und Dramatiker tätig.

## Leben
Miguéis wurde als Sohn von Manuel Maria Miguéis Pombo und Maria Adelaide Rodrigues Miguéis geboren. Als Schüler besuchte er in Lissabon das Colégio Francês sowie das Camoes- und Gil-Vicente-Lyzeum. Ab 1917 begann er ein Jurastudium an der Universität von Lissabon. 1924 endete sein Jurastudium und er ging nach Setúbal, wo er ein Jahr als Anwalt praktizierte. 1926 kehrte er nach Lissabon zurück. Als Lehrer für Geographie und Geschichte war er u. a. an seiner früheren Schule, dem Vicente-Lizeum, tätig. 1929 zog er nach Brüssel, wo er bis 1933 Pädagogik bzw. Erziehungswissenschaften an der Universität Brüssel studierte. Reisen durch ganz Europa, u. a. in die Niederlande, Frankreich, Deutschland und Spanien erweiterten seinen Horizont in dieser Zeit. Seine erste Ehe schloss er 1932 noch in Brüssel mit einer russischen Pädagogin. Nachdem 1932 der Diktator Antonio Salazar die Macht übernommen hatte, entschloss er sich, 1935 ins Exil in die USA zu gehen und lebt fortan bis zu seinem Tode – mit einer einjährigen Unterbrechung von 1949 bis 1950 in Rio de Janeiro – in der US-Metropole.
In New York gründete er den "Clubo operario portugues", eine Vereinigung der Exilportugiesen in der Stadt. Auch schrieb er dort für diverse luso-amerikanische sowie hispanische Zeitungen und Zeitschriften, so für O Globo, La Voz (Zeitschrift der spanischen Minderheit) oder O Diario. Nach der Scheidung von seiner ersten Frau heiratete er im selben Jahr 1940 seine zweite Frau, Camilla Pitta Campanella, die ein Mitglied der italienischen Gemeinde in den USA war. Beide adoptierten 1946 das einzige Kind der Familie, Patricia. 1942 schließlich entschloss er sich, die US-amerikanische Staatsangehörigkeit anzunehmen, was ihn jedoch nicht daran hinderte, weiterhin als Portugiese zu fühlen und zu denken. Seinen Lebensunterhalt verdient er fortan als Assistent Director bei Reader’s Digest, wo er für die Editierung der portugiesischsprachigen Artikel des Verlages zuständig war. Für einige Kurzurlaube kam er nochmal nach Portugal zurück, so 1946 bis 1947 und in den 1950er und 60er Jahren. In den 1970er Jahren hat er portugiesischen Boden nicht mehr betreten.
1961 wurde er Mitglied der Hispanic Society of America. 1976 wurde er Mitglied der Akademie der Wissenschaften von Lissabon. 1978 sollte er Gastprofessor an der Brown-University in New York werden, konnte aber nichtmal mehr die Inaugurationsvorlesung vornehmen, aufgrund seines sehr schlechten Gesundheitszustandes. In den USA und mittlerweile auch in Portugal hochgeschätzt, starb er in New York am 27. Oktober 1980 nach langer, schwerer Krankheit.

## Miguéis als Autor
Er stand dem Kommunismus nahe und gilt als bedeutender Interpret des Neorealismus innerhalb der portugiesischen Literatur. Vor allem als Erzähler, Essayist und Dramatiker hatte er Veröffentlichungen aufzuweisen. Dazu kommt eine große Zahl teilweise bis heute unedierte Artikel in portugiesischen oder portugiesischsprachigen Zeitungen und Zeitschriften. Viele Jahre fiel ein Teil seines Werkes in Portugal der Zensur zum Opfer. Die Hauptthemen seines Sujets waren zumeist Exil, Emigration, das Reisen allgemein, die politische Situation in seinem Land und anderen Teilen der Welt. Seine allererste Veröffentlichung hatte er in der linken Zeitschrift "Seara Nova"; es folgten zahlreiche weitere Artikel in Zeitschriften und Zeitungen wie O Sol, Alma Nova, Republica, O Seculo, Diario de Noticias. In Seara Nova erschienen auch die Reiseerzählungen und -berichte, die er über seine ausgedehnten Reisen durch Europa angefertigt hatte. Auch als Übersetzer war er tätig, so wurde durch ihn der Roman Der große Gatsby von Francis Scott Fitzgerald erstmals in Portugiesische übertragen, ebenso das Werk von Stendhal, Erskine Caldwell, Carson McCullers. Er stand in regelmäßigen Briefkontakt mit einer großen Zahl von Persönlichkeiten, so mit Raul Proença, Jaime Cortesão, António Sérgio, David Mourão-Ferreira, José Cardoso Pires, Jorge de Sena, Aquilino Ribeiro, José Saramago. Teile seines Werkes wurden neben dem Englischen auch ins Italienische, Deutsche, Polnische, Tschechische und Russische übertragen, vor allem für Anthologien.

## Nachwirkung und Rezeption
Nach seinem Tode wurde von der Brown-University das Erbe des Schriftstellers verwaltet und Symposien einberufen. 1981 berief die Brown-University, wo auch in der dortigen John-Hay-Bibliothek sein Nachlass verwaltet wird, ein erstes internationales Miguéis-Symposium in New York ins Leben: Unter dem Titel "José Rodrigues Miguéis - Lisbon in Manhattan" trafen sich Freunde, Weggefährten und Forscher zu einem ersten Austausch über Leben und Werk des Mannes. 1983 wurde dann das Archiv an der Hay-Bibliothek eingerichtet, das regelmäßig von Forschern und Anhängern aus den USA und Portugal, aber auch aus Großbritannien, Italien, Spanien und Frankreich frequentiert wird. Das zweite internationale Miguéis-Simposium fand 2001 in Lissabon statt. Die Rezeption des Menschen und Autors Miguéis hat nach Ende der Diktatur und seines Todes in Portugal stark zugenommen: So gibt es in Lissabon eine Straße, die nach dem Autor benannt ist (Rua de José Rodrigues Miguéis), eine große Dokumentation aus dem Jahre 1998 arbeitete sein Leben und Werk heraus und ließ große Persönlichkeiten aus seinem Leben zu Wort kommen, u. a. Eduardo Lourenço, der sein Werk erforschte und seine Frau Camilla, die zu dieser Zeit noch hochbetagt lebte. Für die Sendung "Os grandes Portugueses", bei der die größten Portugiesen gesucht wurden, war er – wenn auch auf den hinteren Plätzen – einer der Kandidaten. Der US-amerikanische Publizist und Literaturwissenschaftler John Austin Kerr jr. schrieb bereits 1970 – also zu Lebzeiten des Autors – seine Dissertation über das Werk von Miguéis. Vom Smithsonian Institute bekam er die besondere Ehre, 1961 einen Tonträger mit Gedichten bedeutender portugiesischer Lyriker, so von António Nobre, António Botto, Cesário Verde, Fernando Pessoa, Antero de Quental u. a. zu besprechen, um damit ein Erbe der portugiesischen Sprache und Kultur für nachfolgende Generationen von Wissenschaftlern und Interessierten zu hinterlassen.

## Interpret der luso-amerikanischen Kultur
Neben so unterschiedlichen Figuren wie Kardinal Humberto Sousa Medeiros, John Philip Sousa und John Dos Passos sowie Jorge de Sena gilt er als ein bedeutender Vertreter der gemeinsamen US-amerikanischen und portugiesischen Kultur. Die Kultur, die stets bis heute eher leise war und in den USA niemals großen Einfluss errang, prägte die USA vor allem auf den Gebieten der Religion (Katholizismus) und der Literatur. Miguéis' Beitrag dazu ist vor allem seine in den USA auf Portugiesisch entstandene Literatur, die in den Staaten auch auf Englisch gedruckt vorlag, sein Engagement für den akademischen Betrieb in New York, was ihm zahlreiche Freunde einbrachte sowie für die portugiesische Gemeinde in den USA, mit der er stark verbunden war. Eine Aufarbeitung dieser Bedeutung wird für künftige Generationen von Amerikanern portugiesischer Abstammung von eminenter Bedeutung sein.

## Werk (Auswahl)
Erzählbände
- Uma adventura inquietante, 1958.
- A escola do paraiso, 1960.
- Nikalai! Nikalai! Segredo de a mumia, 1971.
- O pao nao cai do ceu, 1981 (posthum).

Kurzgeschichtenbände
- Pascoa Feliz, 1932.
- Leah e outros historicos, 1958.
- Comercio com o imimigo, 1973.

Theaterstück
- O passageiro do Expresso, 1960.

Essays
- O espelho polidornico, 1973.

## Auszeichnungen (Auswahl)
- 1932: Premio Casa da Impesa
- 1959: Premio Camilo Castelo Branco
- 1979: Ordem Militar de Santiago da Espada